# NGC 514
NGC 514 är en mellanliggande spiralgalax med låg luminositet i stjärnbilden Fiskarna ungefär 83 miljoner ljusår från jorden. Den upptäcktes den 16 oktober 1784 av astronomen William Herschel. Galaxens allmänna form specificeras av dess morfologiska klassificering SAB(rs)c, vilket anger att den har ett svagt stavsystem i kärnan (SAB), en ofullständig ringformation runt staven (rs) och något löst lindade spiralarmar (c). Denna galax har en H II-kärna med en utsträckt region som uppvisar svaga emissionslinjer i det optiska området, men inte i det nära infraröda. Det misstänkta supermassiva svarta hålet i kärnan har en uppskattad massa på 3,2 × 106 solmassor
I oktober 2020 upptäcktes en supernova av typ Ia, SN 2020uxz, i NGC 514.